# Опатица из пакла
Опатица из пакла (енгл. The Nun) амерички је хорор филм из 2018. године, у режији Корина Хардија, по сценарију Гарија Добермана. Спиноф/преднаставак је филма Призивање зла 2 (2016) и пети део франшизе Универзум Призивања зла. Главне улоге тумаче Демијан Бичир, Таиса Фармига и Јонас Блоке, уз Бони Аронс која понавља своју улогу Опатице, инкарнације Валака из филма Призивање зла 2.
Приказан је 7. септембра 2018. године у САД, односно 6. септембра исте године у Србији. Критичари су похвалили глумачку поставу и атмосферу, али су критиковали слабу нарацију и недоследну логику. Зарадио је преко 365 милиона долара широм света, поставши филм с највећом зарадом у серијалу. Наставак, Опатица из пакла 2, приказан је у септембру 2023. године.

## Радња
Када опатица у Румунији одузме свој живот, Ватикан ће послати свештеника и опатицу да истраже њену смрт. Заједно откривају не баш свету тајну. Ризикујући не само своје животе, већ и веру и своје душе, суочавају се са злонамерном силом у облику исте демонске опатице која је терорисала публику у филму Призивање зла 2.

## Улоге
| Глумац                | Улога            |
| --------------------- | ---------------- |
| Демијан Бичир         | отац Берк        |
| Таиса Фармига         | сестра Ирена     |
| Јонас Блоке           | Френчи           |
| Бони Аронс            | Опатица          |
| Ингрид Бизу           | сестра Оана      |
| Шарлот Хоуп           | сестра Викторија |
| Сандра Телес          | сестра Рут       |
| Џони Којн             | Грегоро          |
| Клаудио Чарлс Шнајдер | демон            |
| Мајкл Смајли          | бискуп Паскал    |